# World Business Council for Sustainable Development

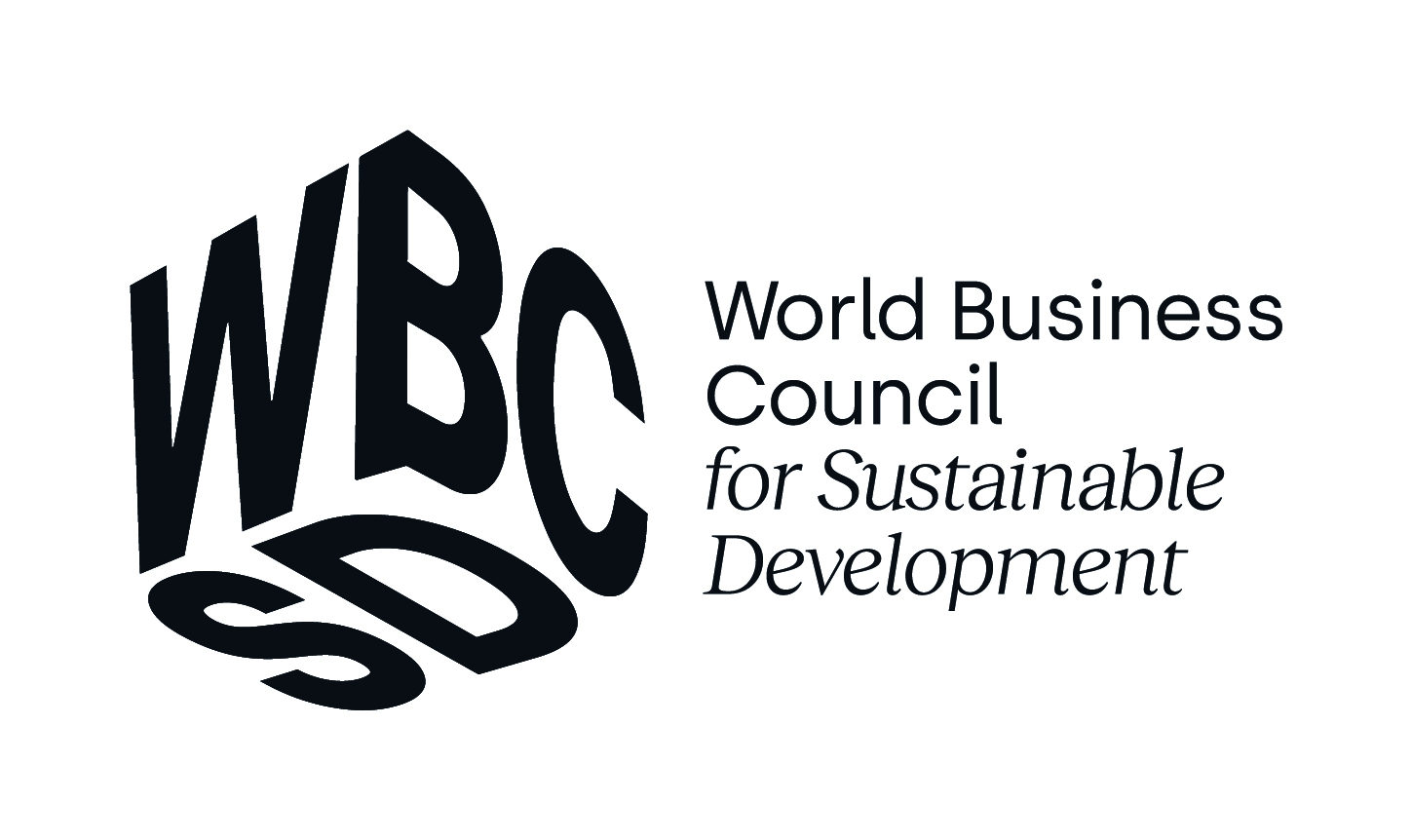

Das World Business Council for Sustainable Development (WBCSD) (Weltwirtschaftsrat für Nachhaltige Entwicklung) ist eine von Unternehmensvorständen geführte Organisation, die sich ausschließlich mit dem Thema „Wirtschaft und Nachhaltige Entwicklung“ beschäftigt.
Das WBCSD sieht sich selbst als Vermittler, der Unternehmen das Konzept der nachhaltigen Entwicklung nahebringt und ihnen dabei hilft, die Art und Weise, wie sie operieren, zu ändern. Wichtiger Bestandteil der Philosophie des WBCSD ist es, dass Unternehmen nur dann nachhaltig operieren können, wenn sie damit auch Geld verdienen können.
Das WBCSD vertritt Unternehmensinteressen auf der internationalen politischen Bühne, wenn es um das Thema von nachhaltiger Entwicklung und Unternehmensverantwortlichkeit geht. So vertritt es zum Beispiel Wirtschaftsinteressen bei UN-Klimakonferenzen und organisierte einen globalen „Business Day“ während der UN-Klimakonferenz auf Bali, an dem die Wirtschaft Regierungen zum Handeln aufforderte und sich für klare Emissionsziele aussprach.

## Geschichte
Das WBCSD hat seinen Ursprung in der im Jahr 1992 veranstalteten Konferenz der Vereinten Nationen über Umwelt und Entwicklung, zu der der Schweizer Unternehmer Stephan Schmidheiny als Berater berufen wurde. Schmidheiny gründete das „Business Council for Sustainable Development“ (Wirtschaftsrat für nachhaltige Entwicklung), welches mit dem Buch „Kurswechsel. Globale unternehmerische Perspektiven für Entwicklung und Umwelt“ das Konzept der Ökoeffizienz begründete.
Im Jahr 1995 schlossen sich der Wirtschaftsrat für Nachhaltige Entwicklung und der World Industry Council (Weltindustrierat) zum Weltwirtschaftsrat für Nachhaltige Entwicklung (WBCSD) zusammen. Das WBCSD hat seinen Sitz in Genf, Schweiz mit Büros in Washington, D.C., Vereinigte Staaten und Brüssel, Belgien.

## Aktivitäten
Das WBCSD stellt für Unternehmen ein Forum dar, in dem sie Wissen und Erfahrungen bzgl. nachhaltiger Entwicklung austauschen und Unternehmenspositionen in Zusammenarbeit mit Regierungen, Nichtregierungsorganisationen und internationalen Organisationen propagieren können.
Der Weltwirtschaftsrat hat verschiedenste Projekte im Bereich nachhaltiger Entwicklung. Während der Schwerpunkt der Arbeit auf den Themen Energy & Klimaschutz, Entwicklungszusammenarbeit, Ökosysteme und die Rolle von Unternehmen in der Gesellschaft liegt, gibt es weitere, auf Unternehmenssektoren zugeschnittene Projekte, wie zum Beispiel Zement, Mobilität, Reifen, Wasser und Energieeffizienz in Gebäuden.
Das Ziel des WBCSD ist es:
- Die führende Unternehmensorganisation im Bereich nachhaltiger Entwicklung zu sein;
- Einfluss auf die internationale Politik zu nehmen, um Rahmenbedingungen zu schaffen, die es Unternehmen ermöglicht, einen positiven und effektiven Beitrag zur nachhaltigen Entwicklung zu leisten;
- Den „Business case“ für nachhaltigen Entwicklung weiterzuentwickeln und zu propagieren;
- Den Beitrag von Unternehmen zur nachhaltigen Entwicklung zu demonstrieren und Mitglieder zu unterstützen, Erfahrungen auszutauschen;
- Die nachhaltige Entwicklung von Entwicklungsländern und Schwellenländern positiv zu beeinflussen.

## Einfluss und Bedeutung
In den 1990er Jahren haben einige Nichtregierungsorganisationen die Nähe des WBCSD zu Unternehmen stark kritisiert, und die Organisation erhielt 1997 den CorpWatch GreenWash Award.
Trotzdem hat das WBCSD 2002 beim Erdgipfel in Johannesburg mit seinem schärfsten und einflussreichsten Gegner, Greenpeace, zusammengearbeitet, um gemeinsam Regierungen aufzurufen, sich stärker um den Klimaschutz zu kümmern.
Im Jahr 2003 identifizierte eine von der Weltbank/IFC finanzierte Studie das WBCSD als eines der „einflussreichsten Foren für Unternehmen im Bereich sozialer Verantwortung“.
Eine Umfrage, die von Globescan 2004 durchgeführt wurde, sah das WBCSD als die weltweite zweiteffektivste Forschungsinstitution für nachhaltige Entwicklung. In einer GlobeScan-Umfrage im Jahre 2006 gaben 54 Prozent der befragten Experten an, dass das WBCSD in den nächsten fünf Jahren eine Hauptrolle bei der Einführung und Weiterentwicklung nachhaltiger Entwicklungspolitiken spielen wird – nur die Europäische Union schnitt mit 69 Prozent besser ab.
Der Präsident des WBCSD, Björn Stigson, wurde in einer Liste der 100 einflussreichsten Persönlichkeiten in Unternehmensethik im Jahre 2007 an neunter Stelle geführt.
Gemeinsam mit dem WRI ist das WBCSD Initiator und Herausgeber der Standardreihe GHG Protocol (Greenhouse Gas Protocol) zum Carbon Accounting in Unternehmen und Gebietskörperschaften.

## Mitgliedschaft
Unternehmen können nur auf Einladung des Aufsichtsrats des WBCSD Mitglied in der Organisation werden. Unter den Mitgliedern befinden sich marktführende Unternehmen wie die Banco Santander, British Telecommunications, Deutsche Bank, Daimler, Bosch, DNV GL, IBM, Infosys, International Flavors & Fragrances, JPMorgan Chase, LafargeHolcim, Sinopec, Royal Dutch Shell, Solvay, Sony, Nokia, Unilever, Toshiba, Toyota und Yara International.
Mitglieder verpflichten sich, ihre Erfahrung und ihr Wissen in das WBCSD einzubringen und mit dem notwendigen Personal zu unterstützen. Des Weiteren müssen sie innerhalb von drei Jahren einen Umweltreport erstellen.
Ein wichtiger Bestandteil der Mitgliedschaft ist die persönliche Verpflichtung der Vorstandsvorsitzenden der Unternehmen, auch als „Council member“ innerhalb des WBCSD zu fungieren und die Aktivitäten der internen Arbeitsgruppen zu leiten. Diese Vorstandsvorsitzenden sind einflussreiche Verfechter der Positionen des WBCSD, ihre Unterstützung soll auch sicherstellen, dass die Ergebnisse der verschiedenen Aktivitäten des WBCSD Einfluss auf die Operationen der Mitgliedsunternehmen haben.

## Organisationsstruktur
Das WBCSD wird von den „Council members“ der Mitgliedsunternehmen geführt. Diese „Council members“ wählen einen Aufsichtsrat mit einem Vorsitzenden und vier Stellvertretern. Vorsitzende waren:
- 1995: Rodney F. Chase – BP
- 1996–1997: Livio D. DeSimone – 3M
- 1998–1999: Egil Myklebust – Norsk Hydro
- 2000–2001: Charles O. Holliday, Jr. – DuPont
- 2002–2003: Sir Philip Watts KCMG – Royal Dutch Shell
- 2004–2005: Bertrand Collomb – Lafarge
- 2006–2007: Travis Engen – Alcan
- 2008–2009: Sam DiPiazza – PwC
- 2010–2011: Paul Polman – Unilever
- 2012–2013: Charles O. Holliday, Jr – Bank of America

## Geografische Ausdehnung
Während die meisten Mitgliedsunternehmen ihren Hauptsitz in OECD-Ländern haben, hat das WBCSD durch sein regionales Netzwerk eine starke Repräsentation in Entwicklungsländern. Dieses Netzwerk umfasst Organisationen in 60 Ländern.
In deutschsprachigen Ländern ist das WBCSD in Deutschland durch econsense, in Österreich durch respACT und in der Schweiz durch das Unternehmensnetzwerk Öbu vertreten.